# Inga tocacheana
Inga tocacheana är en ärtväxtart som beskrevs av D.R.Simpson. Inga tocacheana ingår i släktet Inga och familjen ärtväxter. Inga underarter finns listade i Catalogue of Life.